# Olga Misařová
Olga Misařová, také Olga Misař, rozená Popperová (11. prosince 1876 Vídeň – 8. října 1950 Enfield) byla rakouská spisovatelka, překladatelka, redaktorka, agitátorka, bojovnice za práva žen a mírová aktivistka.
Patřila k politicky nejaktivnějším ženám první poloviny 20. století v Rakousku i v mezinárodním měřítku. Svými aktivitami v občanském, mírovém i v ženském hnutí příslušela k radikálnímu křídlu. Po první světové válce se stále více angažovala v anarchistickém a antimilitaristickém hnutí.

## Životopis
Olga Popperová se narodila ve Vídni v rodině rakouského židovského továrníka, majitele textilky Dietricha Davida Poppera (1845–1925) a jeho manželky Friederike, rozené Engelsmann. Do deseti let byla vychovávána rodiči ve Vídni, od jedenácti let do osmnácti let žila v Anglii a stala se plně bilingvní. Po návratu do Vídně proti vůli rodičů pokračovala ve studiu z peněz, které si vydělávala výukou angličtiny. Její mladší bratr George Popper (1885–1926) žil a pracoval v Manchesteru.
V roce 1899 se provdala za Dr. Vladimíra Misaře (1872–1963), profesora matematiky na reálce v Jindřichově Hradci. V roce 1900 se jim narodila dvojčata, dcery Věra a Olga.
Olga Misařová se již od prvního desetiletí 20. století stala aktivistkou za práva žen a publicistkou. V roce 1915 navázala spolupráci s Leopoldinou Kulkou (1872–1920), rakouskou publicistkou a bojovnicí za mír a ženská práva, která stála v čele Mezinárodního výboru kongresu ženské mírové konference v Haagu, Misařová tam zastupovala Rakousko-Uhersko. Od roku 1910 stála v čele diskusního klubu Všeobecného rakouského spolku žen Allgemeine Österreichische Frauenverein (AÖF). V letech 1911–1913 byla odpovědnou redaktorkou jeho časopisu „Mitteilungen des Österreichischen Bundes für Mutterschutz“. Dále byla členkou Rakouského výboru pro volební právo žen.
Po první světové válce se stala představitelkou radikálního křídla bojovnic za mír, pacifistek. Byla spoluzakladatelkou Mírové strany a zasazovala se o okamžitou mírovou dohodu zemí Evropy. V prvních rakouských volbách do Národní rady v roce 1919 neúspěšně kandidovala za Demokratickou stranu střední třídy Ernsta Zenkera. V té době udržovala se Zenkerem mimomanželský milostný poměr. V témže roce vydala svou hlavní publikaci s utopickým projektem nového ideálu lásky „Neues Liebesidealen entgegen“. Druhé a třetí vydání z let 1921 a 1947 neslo název Ideály nové lásky („New Love Ideals“).
V různých textech a přednáškách opakovaně zabývala tématy lásky, manželství a sexuality. Seznámila se s pracemi zahraničních anarchistek, zejména Emmy Goldmanové. Spolu s Leopoldine Kulkou, Rosou Mayreder, Juliem Tandlerem, Ernstem Zenkerem a dalšími se zúčastnila ustavujícího vídeňského zasedání „Akademického sdružení pro sexuální hygienu“ („Akademisches Verein für Sexualhygiene“), které se zabývalo především sexuálně přenosnými chorobami. Její text „Válka a láska“, publikovaný v časopise „Neues Frauenleben“ v březnu 1915, kladl především otázku, jaké „kulturní hodnoty ohrožuje nebo podporuje válka“. Milostný život byl podle ní vždy hlavním zájmem žen a přinášel jim více škod, protože „budou chybět ti nejzdravější, nejmladší muži, nejvhodnější pro reprodukci“ a tudíž bude z mateřství vyloučen velký počet žen. Bála se, že si ženy vystačí s „méně zdravými intelektuálně slabšími muži“, a že nedostatek mužů povede k reformě sexuálního života, zejména k nelegitimní a volné lásce.
Stále více se začala obracet k anarchistickému hnutí, konkrétně ke Sdružení socialistů bez pánů (Bund herrschaftsloser Sozialisten (BhS)) a jeho orgánu „Poznání a osvobození“. Byl to celorakouský anarchistický spolek, který založili a vedli Rudolf Grossmann (1882–1942) a Pierre Ramus (1882–1942). Zatímco Ramus reprezentoval nenásilný anarchismus v duchu Lva Nikolajeviče Tolstého, byl Grossmann radikálem, rozhodným antimilitaristou, odpůrcem války z důvodu svědomí a vycházel z komunistického anarchismu Petra Kropotkina. Misařová do časopisu psala pravidelné články a opakovaně vystupovala jako řečník. V prvních letech byla jednou z ústředních veřejných osobností tohoto anarchistického hnutí.
V téže době se angažovala v Mezinárodním mírovém hnutí žen. Navázala spolupráci s Jellou Hertzkou (1873–1948), rakouskou učitelkou a bojovnicí za ženská práva. Obě spolu od roku 1921 působily v představenstvu politické skupiny rakouské pobočky Mezinárodní ligy žen za mír a svobodu (Internationale Frauenliga für Frieden und Freiheit (IFFF)) a také v zastřešující celosvětové Women's International League for Peace and Freedom. Jedním z jejích blízkých spolupracovníků byl vídeňský gynekolog a zakladatel mateřské dovolené v Rakousku Hugo Klein (1863–1937).
V roce 1921 Walther Fuchs a Alfred Saueracker založili v Rakousku Svaz odpůrců vojenské služby (Bund der Kriegsdienstgegner (BKG)), antimilitaristickou organizaci, která měla silné spojení s BhS. Také v této organizaci Misařová dosáhla vůdčího postavení. V roce 1923 se stala tajemnicí BKG a publikovala jeho názory. V červenci roku 1928 Misařová spoluorganizovala 2. mezinárodní konferenci odpůrců vojenské služby v Sonntagbergu v Dolním Rakousku. V roce 1936 byl Svaz pro své radikální aktivity rakouskou policií zakázán a rozpuštěn.
V dubnu 1939 emigrovali manželé Olga a Vladimír Misařovi do Londýna a zapojili se do spolupráce s mezinárodní protiválečnou organizací War Resisters International (WRI).